# The Peanut Butter Falcon
The Peanut Butter Falcon ist eine US-amerikanische Tragikomödie der Regisseure Tyler Nilson und Michael Schwartz. Die Hauptrollen übernahmen Shia LaBeouf, Zack Gottsagen und Dakota Johnson. Der Film feierte seine Premiere am 9. März 2019 beim South by Southwest Film Festival und lief am 9. August 2019 in ausgewählten US-Kinos an.

## Handlung
Zak, ein 22-Jähriger mit Down-Syndrom, wurde von seiner Familie bereits als Kind abgeschoben und von den Behörden in einem Altersheim untergebracht. Als sein Zimmergenosse Carl das Leid des Jungen nicht mehr länger mitansehen kann, verhilft er ihm zur Flucht. Lediglich mit einer weißen Unterhose bekleidet, macht Zak sich in der Nacht davon. Er versteckt sich im Boot des Fischers Tyler, der wegen illegalen Krabbenfangs entlassen wurde und nach einem Streit die Ausrüstung seiner Rivalen Duncan und Ratboy verbrennt. Auf der Flucht vor den beiden wütenden Konkurrenten entdeckt er den blinden Passagier Zak an Bord seines Bootes. Als der auf Hilfe angewiesene Zak nicht von seiner Seite weichen will, beginnt eine unerwartete Freundschaft.
Zaks Traum ist es, ein Profi-Wrestler zu werden, so wie sein großes Vorbild „The Salt Water Redneck“. Dessen Kämpfe kennt er allesamt aus Videokassetten-Filmen. Tyler hingegen muss den von ihm bei einem Autounfall verschuldeten Tod seines geliebten Bruders Mark verarbeiten. Zak und Tyler setzen ihre Reise auf einem selbstgebauten Floß fort. Mit Tylers Hilfe lernt er das Schwimmen und das Schießen mit einer Pumpgun. Bald trainiert er ihn auch für seinen ersten Wrestling-Kampf.
Zaks junge Betreuerin Eleanor findet beide schließlich an einem Strand und möchte ihren Schützling zuerst in die Einrichtung zurückbringen. Nachdem sie aber bei einem Anruf dort erfahren hat, dass ihr Vorgesetzter Zak aufgrund seiner Ausbruchsversuche in eine Einrichtung mit verschärften Regeln bringen lassen will, schließt sie sich Tyler und Zak an, um mit ihnen gemeinsam weiter zu reisen. Während einer Übernachtung holen Duncan und Ratboy das Trio ein und verbrennen ihr Floß. Zak verteidigt sie mit der Waffe. Als sie die Kleinstadt Ayden in North Carolina erreichen, erfährt Tyler, dass der Wrestler Salt Water Redneck sich zur Ruhe gesetzt und die Wrestling-Schule bereits vor zehn Jahren geschlossen hat. Tyler kann ihn überzeugen, seine Wrestling-Rolle für seinen großen Fan Zak noch einmal wiederzubeleben. Salt Water trainiert Zak als Wrestler und verschafft ihm einen ersten Auftritt bei einem lokalen Wrestling-Kampf. Mit Zaks Gegner Sam bespricht er, sich beim Anfänger Zak zurückzuhalten, doch beim Kampf schlägt Sam ihn mehrmals hart. Tyler ist kurz davor einzugreifen, als die von einem Bekannten informierten Duncan und Ratboy auftauchen und ihn KO schlagen. Zak hat seine letzten Kräfte mobilisiert und kann Sam mit einem „Atomic Throw“ aus dem Ring werfen, den Salt Water zuvor als unmöglich bezeichnet hatte. Am Ende reist der von seiner Verletzung langsam wieder genesende Tyler mit Eleanor und Zak nach Florida.

## Produktion

### Stab und Besetzung
Regie führten Tyler Nilson und Michael Schwartz, die auch das Drehbuch schrieben. Beide hatten zuvor nur bei Kurz- und Dokumentarfilmen als Regisseure fungiert.
Zack Gottsagen übernahm die Rolle des 22-jährigen Zak mit Down-Syndrom, Dakota Johnson spielt seine Betreuerin Eleanor. Shia LaBeouf übernahm die Rolle von Tyler, auf dessen Boot Zak als Blinder Passagier reist. In weiteren Rollen sind John Hawkes als Duncan, Bruce Dern als Carl und Jon Bernthal als Mark zu sehen. Neben den professionellen Wrestlern Mick Foley, ein dreifacher WWF World-Heavyweight-Champion, und Jake Roberts, der durch seine Auftritte bei World Wrestling Entertainment und das Mitführen einer lebenden Schlange bekannt wurde, hat auch der Rapper Yelawolf im Film einen Auftritt.

### Filmmusik und Veröffentlichung
Schwartz und Nilson wollten im Film die Musik spielen, von der sie beim Schreiben inspiriert wurden. Am Filmset verwendeten sie daher eine Boombox, um diese Musik zu spielen, bevor eine Szene gedreht wurde. Der Soundtrack vereint Bluegrass, Folksongs und Spirituals und enthält zudem die Originalmusik von Zach Dawes, Jonathan Sadoff von Thenewno2 und Noam Pikelny und Gabe Witcher von Punch Brothers sowie neue und klassische Songs von Sara Watkins, Chance McCoy von der Old Crow Medicine Show, Gregory Alan Isakov und Ola Belle Reed. Die Rechte an vielen der Songs, die im Film verwendet wurden, sicherten sich die Filmemacher zu einem Bruchteil der erwarteten Kosten.
Eine erste Vorstellung des Films erfolgte im März 2019 beim South by Southwest Film Festival. Im Juni 2019 wurde er beim Nantucket Film Festival in der Sektion Spotlight gezeigt. Am 9. August 2019 kam er in ausgewählte US-Kinos. Im September 2019 wurde der Film im Rahmen der Filmkunstmesse Leipzig und beim Festival des amerikanischen Films in Deauville im Hauptwettbewerb, Ende September, Anfang Oktober 2019 beim Filmfest Hamburg und Anfang Oktober 2019 beim London Film Festival vorgestellt. Am 19. Dezember 2019 kam er in die deutschen Kinos.

## Synchronisation
Die Synchronisation des Films übernahm die TaunusFilm Synchron GmbH in Berlin. Die Dialogregie führte Susanna Bonaséwicz.
| Rolle                      | Schauspieler        | Synchronsprecher |
| -------------------------- | ------------------- | ---------------- |
| Tyler                      | Shia LaBeouf        | David Turba      |
| Eleanor                    | Dakota Johnson      | Rubina Nath      |
| Zak                        | Zack Gottsagen      | Jonas Sippel     |
| Duncan                     | John Hawkes         | Viktor Neumann   |
| Clint / Salt Water Redneck | Thomas Haden Church | Oliver Stritzel  |
| Mark                       | Jon Bernthal        | Martin Kautz     |

## Rezeption

### Kritiken und Einspielergebnis
Der Film erhielt bislang von 95 Prozent aller Kritiker bei Rotten Tomatoes eine eher positive Bewertung von durchschnittlich 7,5 der möglichen 10 Punkte. Zudem ging der Film aus den 21. Annual Golden Tomato Awards in der Kategorie Best Action & Adventure Movies 2019 als Zweitplatzierter hervor.
Dieter Oßwald von der Gilde deutscher Filmkunsttheater schreibt, dem Regie- und Autoren Duo Tyler Nilson und Michael Schwartz gelinge mit seinem Kinodebüt The Peanut Butter Falcon ein veritabler Coup: „Sie erzählen ihre warmherzige Tragikomödie ohne überflüssige Kitsch-Kalorien, dafür mit viel Empathie für ihre Figuren. Die emotionalen Momente gelingen plausibel, etwa wenn der 22-Jährige von den schlechten Erfahrungen und Diskriminierungen in seinem Leben erzählt. Oder wenn die idealistische Betreuerin vom Vorgesetzten erfährt, dass ihr Schützling fortan in einem Heim für Junkies fluchtsicher verwahrt werden soll.“ Fast minimalistisch werde mit kurzen Rückblenden das Trauma von Tyler skizziert, und ähnlich effizient falle das flotte Finale aus, so Oßwald weiter. Visuell überzeuge das Buddy-Abenteuer, das sich als amüsantes Feelgood-Movie erweist, das stets die richtigen Töne trifft, durch oft poetische Bilder, so bei ruhigen Floßfahrten oder lautem Getöse, mit dem die Wrestling-Figur dank Erdnuss-Butter am Lagerfeuer kreiert wird. Komische Einlagen sorgten regelmäßig für die nötige Auflockerung. So habe Zaks erste Schießversuch ähnliche Slapstick-Qualitäten, wie dessen Flucht durch ein enges Fenstergitter.
Mark Heywinkel und Michael Schock vom Onlinemagazin ze.tt beschreiben The Peanut Butter Falcon als einen fast naiven, vor Herz übersprudelnden Buddy-Roadmovie: „Auch wenn er hier und da bei seinen fantasievollen Ideen etwas übers Ziel hinausschießt, überzeugt vor allem die Zeichnung der Charaktere. Denn gerade Zaks Downsyndrom spielen die Regisseure und Drehbuchautoren Tyler Nilson und Michael Schwartz nicht als Gimmick oder Tränendrüsenfaktor aus. Es spielt sogar kaum eine Rolle.“
Kritischer sah G.W. Clift den Film in seiner Rezension für The Mercury. Trotz guter Darstellerleistungen gelinge es den Regisseuren am Ende nicht, die interessante Prämisse des Films zu einem glaubhaften Ende zu führen. Die Ereignisse in der Wrestling-Schule seien unplausibel und teils sogar „surreal“; der Handlungsstrang um den Tod von Tylers Bruder werde nicht aufgelöst und auch die Liebesgeschichte zwischen Tyler und Eleanor bleibe lediglich skizzenhaft und damit ebenfalls unglaubwürdig. Am Ende gebe es zwar eine positive Auflösung der Geschichte, darüber hinaus biete der Film enttäuschenderweise keine tieferen Einblicke in das Leben von Menschen mit Down-Syndrom.
Dem Budget von rund 6 Millionen US-Dollar steht ein Einspielergebnis von weltweit 22,5 Millionen US-Dollar gegenüber. In Deutschland verzeichnet er 121.322 Besucher.

### Einsatz im Schulunterricht
Das Onlineportal kinofenster.de präsentierte The Peanut Butter Falcon als „Film des Monats“, empfiehlt den Film für die Unterrichtsfächer Englisch, Deutsch, Sozialkunde, Psychologie, Ethik, Philosophie und Medienkunde und bietet Materialien zum Film für den Unterricht. Dort schreibt Christopher Diekhaus, diskutieren lasse sich in einem ersten Schritt darüber, wie das tragikomische Road-Movie seinen Protagonisten skizziert und wie es den Machern gelingt, Zak trotz einiger komischer Eskapaden nicht zu einer Witzfigur zu degradieren, sondern auf eine ergreifende Heldenreise zu schicken. In einem zweiten Schritt könne man einen Überblick zum Thema „Behinderung auf der Leinwand“ erarbeiten.

### Auszeichnungen (Auswahl)
Directors Guild of America Awards 2020
- Nominierung für das Beste Regiedebüt (Tyler Nilson und Michael Schwartz)[21]

Festival des amerikanischen Films 2019
- Nominierung im Hauptwettbewerb (Tyler Nilson und Michael Schwartz)[22]

Filmfest Hamburg 2019
- Nominierung für den Art Cinema Award (Tyler Nilson und Michael Schwartz)[23]

Online Film Critics Society Awards 2020
- Nominierung als Bester Newcomer – Filmemacher (Tyler Nilson und Michael Schwartz)[24]

Palm Springs International Film Festival Film Awards 2020
- Auszeichnung mit dem Rising Star Award (Zack Gottsagen)[25]

South by Southwest Film Festival 2019
- Auszeichnung mit dem Publikumspreis – Narrative Spotlight (Tyler Nilson und Michael Schwartz)[26]